# Бундеслига Њемачке у фудбалу
Бундеслига (њем. Fußball-Bundesliga) је највиша професионална фудбалска лига Њемачке и једна од најквалитетнијих фудбалских лига света.
На врху њемачког система фудбалске лиге, Бундеслига је главно фудбалско такмичење. Бундеслига броји 18 тимова и делује по систему промоције и испадања у 2. Бундеслигу. Сезона траје од августа до маја. Већина утакмица игра се суботом и недељом, а неколико и радним данима. Сви клубови из Бундеслиге квалификују се за Куп Њемачке. Победник Бундеслиге квалификује се за Суперкуп Њемачке.
Педесет шест клубова такмичило се у Бундеслиги од њеног оснивања. Бајерн Минхен је 33 пута освајао титулу, највише међу клубовима Бундеслиге. Међутим, Бундеслига је имала и друге шампионе, међу којима су Борусија Дортмунд, Хамбургер, Вердер Бремен, Борусија Менхенгладбах, Штутгарт и Бајер Леверкузен. Бундеслига је једна од најбољих националних лига, рангирана је на четвртом месту у Европи према рангу УЕФА коефицијента лиге за сезону 2020/21, на основу учинака у европским такмичењима у протеклих пет сезона. Бундеслига је прва фудбалска лига на свету по просечној посећености од свих спортова, просек од 45.134 навијача по утакмици током сезоне 2011/12. био је други по висини у било којој спортској лиги на свету после америчке Националне фудбалске лиге. Бундеслига се емитује на телевизији у преко 200 земаља.
Бундеслига је основана 1962. у Дортмунду, а прва сезона започела је 1963. Структура и организација Бундеслиге, заједно са осталим немачким фудбалским лигама, претрпеле су честе промене. Бундеслигу је основао Фудбалски савез Њемачке (њем. Deutscher Fußball-Bund), али сада њоме управља њемачка фудбалска лига (њем. Deutsche Fußball Liga).

## Преглед
Бундеслига се састоји од двије лиге, 1. Бундеслиге и 2. Бундеслиге. 2. Бундеслига је за један ранг нижа лига која постоји од 1974. године.
Бундеслиге су професионална такмичења, као и 3. Лига. Док су све остале лиге аматерског карактера, иако није неуобичајено да послују и дјелују веома професионално (потписивање уговора са играчима и сл.).
Фудбалска лигашка структура Њемачке / 1903. до данас
|       | Њемачка          | Њемачка                 | Западна Њемачка    | Западна Њемачка   | Западна Њемачка   | Њемачка     | Њемачка      | Источна Њемачка |
| Класа | 2008—данас       | 1994—2008               | 1974—1994          | 1963—1974         | 1946—1963         | 1933—1945   | 1903—1932    | НДР 1949—1991   |
| I     | Бундеслига       | Бундеслига              | Бундеслига         | Бундеслига        | Оберлига          | Гаулига     | Вербандслига | НДР Оберлига    |
| II    | 2. Бундеслига    | 2. Бундеслига           | 2. Бундеслига      | Регионална лига   | 2. Оберлига       | Бециркслига | Бециркслига  | НДР Лига        |
| III   | 3. Лига          | Регионална лига         | Аматерска Оберлига | 1. Аматерска лига | 1. Аматерска лига | ▼ ???       | ▼ ???        | НДР Лига        |
| IV    | Регионална лига  | Оберлига                | Вербандслига       | 2. Аматерска лига | 2. Аматерска лига |             |              | Бециркслига     |
| V     | Оберлига         | Ландеслига/Вербанцлига1 | Ландеслига         | А-Класа           | А-Класа           |             |              | Општинска класа |
| VI    | Ландеслига       | Бецирксоберлига2        | ▼ ???              | Б-Класа           | Б-Класа           |             |              |                 |
| VII   | Бецирксоберлига  | Бециркслига             |                    | Ц-Класа           | Ц-Класа           |             |              |                 |
| VIII  | Бециркслига      | Општинска лига3         |                    |                   |                   |             |              |                 |
| IX    | Општинска лига   | Општинска лига А        |                    |                   |                   |             |              |                 |
| X     | Општинска лига А | Општинска лига Б        |                    |                   |                   |             |              |                 |
| XI    | Општинска лига Б | Општинска лига Ц        |                    |                   |                   |             |              |                 |
| XII   | Општинска лига Ц |                         |                    |                   |                   |             |              |                 |

1 Раније се звала „ландеслига“, негдје и „вербандслига“.

2 Бецирксоберлига није успостављена у свим крајевима, нпр. у Средњем Порајњу.

3 Општинска лига није успостављена у свим крајевима, нпр. у Средњем Порајњу.
Испод класе 2. Бундеслиге, лиге су углавном подијељене на регионалној основи. На примјер, Регионаллига се тренутно састоји од сјеверне и јужне (Nord division, Süd division), а оберлига се састоји од 9 група, које представљају савезне државе или велике градске или географске површине. Класе испод Оберлиге се регионално разликују. Лигашка структура се често мијењала, обично репрезентујући степен развоја тог спорта у тим регионима. Почетком 1990е, након политичких услиједиле су и спортске, односно промјене у организацији такмичења као и уједињење лига бивших одвојених Њемачких држава.
Посједовање лиценце је за један клуб услов учествовања у такмичењима њемачке бундеслиге. Сходно томе, недостатак исте представља принудно учешће у такмичењима једне од регионалних лига.

## Распоред утакмица
У току године, сваки клуб игра против сваког клуба по двије утакмице. Једну код куће, а једну у гостима. Сезона траје од августа до маја или јуна, у годинама европских или свјетских првенстава и до априла. Од 1980. постоји и зимска пауза (децембар и јануар). Утакмице почињу суботом у 15:30 сати (у задње вријеме мањи дио утакмица се игра и петком и недјељом).
Клуб са највише освојених поена на крају сезоне постаје првак Њемачке. Два посљедња клуба на табели, падају директно у 2. лигу, док 16-ти игра релегационе утакмице са трећепласираним из друге лиге. Побједник остаје, односно прелази у прву лигу.
Један клуб за побједу у једној утакмици добија три поена а његов противник нула поена. За неријешен резултат оба клуба добијају по један поен. При изједначеном броју поена на табели на крају сезоне, више се пласира онај са бољом гол разликом. При изједначеној гол разлици се више пласира клуб са више постигнутих голова. При изједначеном броју постигнутих голова, игра се одлучујућа утакмица. Њен побједник се позиционира више на табели.

## Историја

### Општи подаци
Још 1932. је тадашњи председник фудбалског савеза Феликс Линеман (њем. Felix Linnemann) тражио увођење „царске лиге“, једне лиге професионалаца у којој треба да се такмиче најбољи клубови Њемачке. Тај предлог је од регионалних фудбалских удружења био одбијен. До шездесетих година је првак Њемачке одређиван разигравањем регионалних првака, док је на истоку, од сезоне 1949/1950, првак ДДР-а одређиван у ДДР лиги.
Поновну иницијативу за оснивањем савезне Њемачке фудбалске лиге је 1962. покренуо тадашњи предсједник фудбалског савеза Херман Нојбергер (њем. Hermann Neuberger), пар седмица после завршетка светског првенства у Чилеу, где је репрезентација Њемачке била избачена у четвртфиналној утакмици из даљег такмичења. 28. јула 1962. је на седници фудбалског савеза, коначно одлучено успостављање Њемачке савезне фудбалске лиге за сезону 1963/1964.
Пре је лига имала 16 клубова, 5 из јужне, 5 из западне, 3 из северне, 2 из југозападне и један из берлинске регионалне лиге. За избор представника регионалних лига су спортски и економски критеријуми били одлучујући, с тим да је из једног града само један тим могао бити изабран. Своју кандидатуру за пријем у савезну фудбалску лигу, је поднијело укупно 46 клубова. Одлучујући критеријум за избор су били резултати задњих 12 година.

### Оснивачки чланови прве савезне фудбалске лиге
- Из регионалне лиге сјевер: Ајнтрахт Брауншвајг, Вердер Бремен, Хамбургер
- Из регионалне лиге запад: Борусија Дортмунд, Келн, Meidericher SV (данас: Дуизбург), Пројзен Минстер, Шалке 04
- Из регионалне лиге југозапад: Кајзерслаутерн, Сарбрикен
- Из регионалне лиге југ: Ајнтрахт Франкфурт, Карлсруе, Нирнберг, Минхен 1860, Штутгарт
- Из регионалне лиге Берлин: Херта Берлин

### 1960-е
У сезони 1964/65 је Херти из Берлина одузета лиценца због исплаћених великих сума играчима, па је клуб у следећој сезони морао да игра у другоразредној регионалној лиги. По табели прве сезоне лигу је требало да напусте и Шалке 04 и Карлсруе, али после жалбе тих клубова је одлучено да се број тимова у лиги повиси на 18 и да та два клуба те сезоне не напуштају лигу. Из Берлинског регионалног удружења је примљена у лигу и Тасманија Берлин, али се после те сезоне и закључног напуштања бундеслиге прославила по негативним рекордима свих времена у првој савезној фудбалској лиги (најмање голова: 15, највише примљених голова: 108, најмање поена: 8, најмање побједа: 2, највише пораза: 28, најмање гледалаца: 827 и највећа серија недобијених утакмица: 31). У истој години 1965, у бундеслигу долазе и два, каснија доминирајућа клуба лиге; Борусија Моенхенгладбах и Бајерн Минхен.

### 1970-е
Почетком седамдесетих, је бундеслига, због тзв. „бундеслига скандала“ изгубила на угледу - који се после побједа на европском првенству 1972. и свјетском првенству 1974. нагло поправља. Борусија Менхенгладбах је по први пут у историји бундеслиге успјела да одбрани титулу првака Њемачке (1970/71). Након тога Бајерн Минхен по први пут, осваја ту титулу три пута за редом (1972/1973/1974). Тај резултат успијевају поновити само Борусија Менхенгладбах (1975/1976/1977) и поново Бајерн Минхен (1985/1986/1987 и 1999/2000/2001). Највишу побједу у историји бундеслиге је остварила Борусија Менхенгладбах против Борусије Дортмунд 1978. гдје је побиједила са 12:0.

### 1980-е
Осамдесетих година је примијећено опште смањење гледалаца прволигашких утакмица. То се објашњава масовним одливом звијезда њемачког фудбала у иностранство као и појавом проблема хулигана на стадионима. Успјех тениских звијезда Њемачке тих година, Бориса Бекера (њем. Boris Becker) и Штефи Граф (њем. Steffi Graf), је додатно утицао да се интерес гледалаца већински окренуо тениским догађањима.

### 1990-е
Године 1991. је фудбалском савезу Њемачке прикључен Фудбалски савез ДДР-а и источноњемачки клубови Ханза Росток и Динамо Дрезден се у сезони 1991/92. прикључују савезној фудбалској лиги, која у том прелазном периоду броји 20 клубова.
Почетком 1990-их, бундеслига добија поново на популарности, што се објашњава спортским успјесима њемачке фудбалске репрезентације (треће мјесто на свјетском 1990. и на европском првенству 1996) као и маркетиншким акцијама фудбалског савеза.

### Данас
До 2001. за Бундеслигу је био одговоран Њемачки фудбалски савез, а од те године, одговорност преузима новооснована Њемачка фудбалска лига, као приватна подорганизација фудбалског савеза. Она добија надлежности додјеле лиценци клубовима као и за маркетинг лиге.
Утакмицом Хамбургер - Бајерн Минхен, 24. август 2003. године, Бундеслига је прославила свој 40. рођендан. Те године се уводи пракса означавања броја побеђених шампионата, звездама Бундеслига на дресовима клубова.
До сада, на својим дресовима, 6 клубова носи звијезде Бундеслиге:
- Бајерн Минхен (33 пута шампион)
- Борусија Дортмунд (8 пута шампион)
- Борусија Менхенгладбах (5 пута шампион)
- Вердер Бремен (4 пута шампион)
- Хамбургер (3 пута шампион)
- Штутгарт (3 пута шампион)

Умијешаност њемачког судије Роберта Хојцера (њем. Robert Hoyzer) у скандал манипулисања спортским опкладама 2005. године, је довела до кризе у лиги али не и до пада броја гледалаца. У току 306 утакмица сезоне 2005/2006, утакмице је посјетило преко 11,56 милиона навијача (просечно 37.781 гледалаца по једној утамици), што је више од просјечног броја гледалаца у лигама Шпаније, Италије или Енглеске.

## Клубови у сезони 2025/26.
| Клуб                   | Место         | Стадион               | Капацитет |
| ---------------------- | ------------- | --------------------- | --------- |
| Аугзбург               | Аугзбург      | ВВК арена             | 30.660    |
| Унион Берлин           | Берлин        | Стадион Старог шумара | 22.012    |
| Вердер Бремен          | Бремен        | Стадион Везер         | 42.100    |
| Борусија Дортмунд      | Дортмунд      | Сигнал Идуна Парк     | 81.369    |
| Ајнтрахт Франкфурт     | Франкфурт     | Комерцбанк арена      | 51.500    |
| Фрајбург               | Фрајбург      | Европа парк стадион   | 34.700    |
| Хамбургер              | Хамбург       | Фолкспаркстадион      | 57.000    |
| Хајденхајм             | Хајденхајм    | Фојт арена            | 15.000    |
| 1899 Хофенхајм         | Хофенхајм     | Рајн Некер арена      | 30.164    |
| Келн                   | Келн          | Стадион Рајненергија  | 49.698    |
| РБ Лајпциг             | Лајпциг       | Ред бул арена         | 47.069    |
| Бајер Леверкузен       | Леверкузен    | Бај арена             | 30.210    |
| Мајнц 05               | Мајнц         | Мева арена            | 34.000    |
| Борусија Менхенгладбах | Менхенгладбах | Борусија парк         | 59.724    |
| Бајерн Минхен          | Минхен        | Алијанц арена         | 75.000    |
| Санкт Паули            | Хамбург       | Стадион Милернтор     | 29.546    |
| Штутгарт               | Штутгарт      | Мерцедес-Бенц арена   | 60.449    |
| Волфсбург              | Волфсбург     | Фолксваген арена      | 30.000    |

## Најбољи стријелац
| Мјесто | Вријеме   | Играч              | Голова | Просјек |
| ------ | --------- | ------------------ | ------ | ------- |
| 1      | 1965—1979 | Герд Милер         | 365    | 0.85    |
| 2      | 2010—2022 | Роберт Левандовски | 312    | 0.82    |
| 3      | 1968—1988 | Клаус Фишер        | 268    | 0.50    |
| 4      | 1965—1978 | Јуп Хајнкес        | 220    | 0.60    |
| 5      | 1969—1990 | Манфред Бургсмилер | 213    | 0.48    |
| 6      | 1999—2020 | Клаудио Пизаро     | 197    | 0.40    |
| 7      | 1990—2003 | Улф Кирстен        | 181    | 0.52    |
| 8      | 1983—1999 | Штефан Кунц        | 179    | 0.40    |
| 9      | 1973—1986 | Дитер Милер        | 177    | 0.58    |
| 9      | 1975—1993 | Клаус Алофс        | 177    | 0.42    |

Најбољи стрелац њемачке Бундеслиге свих времена је Герд Милер (њем. Gerd Müller). Он је у 427 утакмица постигао 365 голова, и 5 пута добио награду за најбољег стрелца Бундеслиге. 1972. је добио награду од УЕФЕ за најбољег стрелца Европе златну копачку.

## Рекорди у Бундеслиги

### Играч са највише утакмица
Највише одиграних утакмица имао је Карл-Хајнц Кербел, који је између 1972. и 1991. за Ајнтрахт из Франкфурта одиграо 605 утакмица.

### Остали рекорди
- Највише аутоголова: Манфред Калц из Хамбургера (6)
- Најстари играч Bундеслиге: Клаус Фичел из Вердер Бремена (43 године).
- Постигнут го од најмлађег играча: Нури Шахин из Борусије из Дортмунда (16 година и 335 дана).
- Највише црвених картона: Јенс Новотни (8 пута).
- Највише голова из једанаестерца: Манфред Калц (53 са 7 промашених).
- Највише титула првака као тренер: Удо Латек (8 пута).
- Највише титула првака као играч: Томас Милер (13 пута).
- Највише утакмице као тренер: Ото Рехагел (820 утакмица).
- Најбржи гол бундеслиге: Ђовани Елбер (11 секунди)